# Horperath
Horperath là một đô thị thuộc huyện Vulkaneifel, trong bang Rheinland-Pfalz, phía tây nước Đức. Đô thị này có diện tích 2,4 km², dân số thời điểm ngày 31 tháng 12 năm 2006 là 124 người.